# Szabadon (Wellington-album)
A Szabadon album a Wellington zenekar 1996-ban megjelent második nagylemeze.

## Az album dalai
Minden dal zenéjét a Wellington szerezte, minden dalszöveget Paksi Endre.
1. Számíthatsz rám – 4:00
2. Megvagyunk – 3:46
3. Őrült nap – 4:22
4. A halál a sztár – 4:01
5. Utcai dal – 4:26
6. Meddig még? – 5:00
7. Éles élet – 4:58
8. Egyszerű történet – 3:58
9. Balhé-király – 3:53
10. A szerelemhez nagyon kevés – 4:04
11. Sokkhatás (instrumentális) – 4:41
12. A zene – 5:00

## Közreműködők
- Paksi Endre – ének
- Fábián Zoltán – gitár, akusztikus gitár, vokál, ének (A zene)
- Nagy György – billentyűsök
- Berczelly Csaba – basszusgitár, akusztikus gitár, vokál, ének (A zene)
- Juhász Róbert – dobok, vokál